# Commentationes Mathematicae
Commentationes Mathematicae (Prace Matematyczne) – rocznik wydawany przez Polskie Towarzystwo Matematyczne, ISSN 0373-8299.

## Tematyka
Commentationes Mathematicae to międzynarodowe czasopismo matematyczne poświęcone głównie badaniom naukowym w takich dziedzinach matematyki jak analiza funkcjonalna, teoria operatorów, teoria aproksymacji, równania różniczkowe i funkcyjne, teoria funkcji rzeczywistych, teoria miary i całki, teoria funkcji analitycznych i teoria liczb.
Artykuły publikowane przez to czasopismo muszą być napisane w języku angielskim bądź francuskim i wszystkie te publikacje są indeksowane i opisywane w Mathematical Reviews.

## Historia i współczesność
Czasopismo to kontynuuje tradycje Prac Matematyczno-Fizycznych, wydawnictwa założonego przez Samuela Dicksteina, a którego 48 tomów było wydanych w latach 1888–1951.  W 1955, Polskie Towarzystwo Matematyczne rozpoczęło wydawanie dwóch roczników, pierwszy z nich pod nazwą Prace Matematyczne a drugi Wiadomości Matematyczne, obydwa pomyślane jako kontynuacje czasopism założonych przez Dicksteina. W 1967, Prace Matematyczne zmieniły tytuł na łacińskie Commentationes Mathematicae.
Obecnie (2007) redaktorem naczelnym jest Henryk Hudzik  a jego zastępcą jest Lech Drewnowski. Ponadto, w komitecie redakcyjnym tego czasopisma znajdują się Wojciech Banaszczyk, Józef Banaś, Marek Bożejko, Roman Ger, Kazimierz Goebel, Piotr Hajłasz, Krzysztof Jarosz, Jerzy Kaczorowski, Anna Kamińska, Maciej Klimek, Tomasz Komorowski, Rafał Latała, Lech Maligranda, Michał Misiurewicz, Józef Myjak, Adam Parusiński, Wiesław Pawłucki, Wiesław Pleśniak, Stanisław Szarek, Andrzej Szulkin, Grzegorz Świątek, Nicole Tomczak-Jaegermann, Mariusz Urbański oraz Henryk Woźniakowski.